# Haplotaxoides
Haplotaxoides (лат.) — род кольчатых червей, единственный в составе семейства Haplotaxoididae и отряда Haplotaxoidida (Annelida: Clitellata).

## Распространение
США.

## Описание
Мелкие кольчатые черви, длина тела 3—5 см, диаметр менее 0,5 мм, в теле 142—220 сегментов. Форма тела узкая и удлиненная, стенка тела с толстым кутикулярным слоем, перистомиум удлиненный, простирается далеко вперед до устья. Брюшные волоски крупные, одиночные, с прямым стержнем и сильно крючковатые дистально; дорсальные волоски мелкие, одиночные, присутствуют на всех сегментах, начиная со II. Буккально-глоточная область утолщена дорсально, с радиальными мышечными полосами, доходящими до стенки тела, перемежающимися с продольными и кольцевыми мышечными полосами, окружающими кишечник. Ротовая полость редуцирована до II сегмента, не обширна; рукав круговых мышц окружает глотку во II—III сегментах; заметные глоточные железы отсутствуют; стенка кишечника в глоточной области не сильно мускулистая. Нефридий присутствует во всех средних и задних сегментах; протоки с крупными, нерегулярными клетками, образующими компактную массу, заполняющую большую часть сегмента. Дорсальные и вентральные кровеносные сосуды соединены простыми комиссуральными сосудами. Заметные, яйцевидные целомоциты обычно присутствуют во всех сегментах. В III сегменте и далее все сегменты с 3 (2) удлиненными, прозрачными или зернистыми железами, вставленными между вентральными хетами с наружными секреторными вкраплениями; меньшие железы могут присутствовать в I и II. Парные семенники в XII и XIII, одна пара яичников в XV. Гонодукты простые. Модифицированные генитальные хеты, по крайней мере, у одного вида.

## Систематика
Род был впервые описан в 2024 году и выделен в отдельные семейство Haplotaxoididae и отряд Haplotaxoidida. Новое семейство близко напоминает представителей Haplotaxidae по общему габитусу. Хотя узкоудлиненная форма тела, толстая целомическая кутикула и непарные хаеты (с увеличенными вентралами) очень похожи на Haplotaxis, различия в мускулатуре глотки, вентральных железах, целомоцитах и положении (метагинных) яичников позволяют выделить семейство в отдельный род по морфологическим признакам. Создание нового семейства также обосновано молекулярными данными, поскольку все виды рода Haplotaxoides объединены в кладу с максимальной поддержкой, четко отделенную от Haplotaxidae s.s. в филогении класса Clitellata.
- Haplotaxoides decipiens Fend, 2024 — США
- Haplotaxoides tehama Fend, 2024 — США
- другие Haplotaxoides sp. — США